# 国を売る人
国を売る人（くにをうるひと、原題：Traitors）は、バスシーバ・ドーラン製作、2019年にチャンネル4とNetflixによって放送されたイギリスのテレビドラマミニシリーズである。第二次世界大戦後の1945年のロンドンを舞台に、米国戦略情報局によって雇われた若いイギリス人女性が内閣府に潜伏するソ連のスパイを摘発するストーリーを描く。

## キャスト・登場人物
- フィーフ・シモンズ（Feef Symonds）

演 - エマ・アップルトン
アメリカ戦略情報局のエージェントとして採用された内閣府の若くて素朴で分析に精通していない英国上流階級の女性公務員。
国家公務員の試験を受けて当初は住宅省に配属されたが、ロウの指示で内閣府に異動してその職員の中に潜むソ連のスパイを摘発する任務を行う。
- ヒュー・フェントン（Hugh Fenton）

演 - ルーク・トレッダウェイ
ダービーシャー区選出の労働党所属の庶民院議員、英陸軍王立戦車連隊（Royal Tank Regiment）の退役軍人。
- トーマス・ロウ（Thomas Rowe）

演 - マイケル・スタールバーグ
中年アメリカ人の戦略情報局のエージェントハンドラー（agent handler）、フィーフの任務に指示を出す。
- プリシラ・ギャリック（Priscilla Garrick）

演 - キーリー・ホーズ
中年の内閣府女性職員。
- ジャクソン・コール（Jackson Cole）

演 - ブランドン・P・ベル
アフリカ系アメリカ人の陸軍運転手、戦略情報局でロウのアシスタントも務める。
- ピーター・マクコーミック（Peter McCormick）

演 - マット・ローリア
アメリカ陸軍兵士、戦略情報局職員。
- デイヴィッド・ヘネシー（David Hennessey）

演 - グレッグ・マクヒュー
住宅省職員。
- フレディー・シモンズ（Freddie Symonds）

演 - ジェイミー・ブラックリー
フィーフの兄、女性と結婚したがクローゼットの同性愛者（ゲイ）、落選した保守党の庶民院議員候補。
- アブ・セリム（Abu Selim）

演 - ビジャン・デネシュマンド
内閣府で主張するアラブ連盟の大臣。

## 音楽
シリーズのオープニング及び各エピソードのエンディングに、グレアム・コクソンがこの目的のために録音したピート・シーガーの曲「There is Mean Things Happening in This Land」の挿入がある。

## エピソード
| シリーズ 話数 | タイトル               | 監督                                       | 脚本                             | 放送日        | イギリス視聴者数 (百万人) |
| --- | ---------------------- | ------------------------------------------ | -------------------------------- | ------------- | ------------------------- |
| 1 | "フィーフ (Feef)"      | ディアブラ・ウォルシュ                     | バスシーバ・ドーラン             | 2019年2月17日 | TBD                       |
| 終戦間近のある日、英国官公庁に努めるフィーフ・シモンズは、米国人工作員の依頼を受け、英国政府内に潜むロシアのスパイを探し出す任務を引き受ける。 |                        |                                            |                                  |               |                           |
| 2 | "ヒュー (Hugh)"        | ディアブラ・ウォルシュ                     | バスシーバ・ドーラン             | 2019年2月24日 | TBD                       |
| いなくなったピーターの代わりを務めるロウが、内閣府に潜入しようとするフィーフに指示を出す。政治の厳しい現実に立ち向かうヒュー。                 |                        |                                            |                                  |               |                           |
| 3 | "プリシラ (Priscilla)" | ディアブラ・ウォルシュ                     | バスシーバ・ドーラン             | 2019年3月3日  | TBD                       |
| ギャリックから疑いの目を向けられる中、フィーフはロウからいっそう危険な任務を命じられる。フィリップ・ジャービスの死の真相が明らかになる。       |                        |                                            |                                  |               |                           |
| 4 | "レイ (Rae)"           | アレックス・ウィンクラー （Alex Winckler） | エミリー・バルー                 | 2019年3月10日 | TBD                       |
| フィ－フは任務に疑問を抱き始める。中東をめぐる議論にかかり切りになるヒュー。ロウはついにロシアのスパイを見つけたことを確信する。               |                        |                                            |                                  |               |                           |
| 5 | "ジャクソン (Jackson)" | アレックス・ウィンクラー （Alex Winckler） | トレーシー・スコット・ウィルソン | 2019年3月17日 | TBD                       |
| フィーフがピーターに何が起こったのかを探っている頃、ジャクソンもまた自分にとっての答えを探し続けていた。活動拡大の必要性を切々と訴えるロウ。   |                        |                                            |                                  |               |                           |
| 6 | "素の私 (It's Me)"     | アレックス・ウィンクラー （Alex Winckler） | バスシーバ・ドーラン             | 2019年3月24日 | TBD                       |
| ロウの同僚に詰め寄られて、必死で現状を打破する道を模索するフィーフとジャクソン。ギャリックとフィーフの対立が頂点に達する。                     |                        |                                            |                                  |               |                           |